# Danny King
Daniel Michael King (Slough, 5 de março de 1969) é um escritor britânico. Como reconhecimento, recebeu indicação ao BAFTA 2013.